# 陈瑶湖
陈瑶湖是一个位于中国安徽省安庆市的淡水湖，面积约为20.01平方千米，属于长江区。它的一级流域为长江流域，二级流域为长江干流水系。